# Клостерман, Пьер
Пьер Клостерман (фр. Pierre-Henri Clostermann; 1921—2006) — французский военный лётчик, самый результативный французский ас Второй мировой войны; после войны — писатель и политик.

## Биография
Родился 28 февраля 1921 года в бразильском городе Куритиба в семье французского дипломата. Был единственным сыном Жака Клостермана (фр. Jacques Clostermann) из Эльзаса и Мадлен Карлье (фр. Madeleine Carlier) из Лотарингии.
Завершив во Франции среднее образование, Пьер учился пилотированию у немецкого лётчика и инструктора Карла Бенитца (нем. Karl Benitz, погиб в 1943 году на Восточном фронте), получив лицензию частного пилота в 1937 году. Затем отправился в США, чтобы стать коммерческим пилотом, учился в Калифорнийском технологическом институте. После капитуляции Франции, в марте 1942 года он присоединился к Свободным французским ВВС (фр. Forces aériennes françaises libres) в Великобритании.
После обучения в английской школе ВВС RAF Cranwell в звании сержанта авиации был направлен в январе 1943 года в 341-ю эскадрилью RAF, известную как группу «Эльзас» ВВС Свободной Франции (фр. Groupe de Chasse n° 3/2 «Alsace»), где начал лететь на самолётах Supermarine Spitfire.

### Вторая мировая война
Свои первые две победы одержал 27 июля 1943 года, уничтожив два Focke-Wulf Fw 190 над Францией. Во время службы в Англии встретил Lydia Jeanne Starbuck, на которой женился. С октября 1943 года он служил в 602-й эскадрилье Королевских ВВС (RAF). С июля по ноябрь 1944 года работал в штабе французских ВВС. В декабре снова вернулся на фронт, начал летать в 274-й эскадрилье 122-го авиакрыла, получил звание лейтенанта. Спустя некоторое время пересел на истребитель-бомбардировщик «Темпест» (Hawker Tempest), заняв должность командира звена. С 1 апреля 1945 Клостерман был командиром 3-й эскадрильи, а с 27 апреля командовал всем 122-м авиакрылом.
Войну закончил 27 июля 1945 года в звании подполковника. За 432 боевых вылета Клостерману официально было засчитано 33 победы (19 — самостоятельно и 14 — в группе). Он уничтожил также большое количество другой техники, включая автомобили, локомотивы, пять танков и два торпедных катера.

### После войны
После окончания Второй мировой войны Пьер Клостерман написал две книги, пользовавшиеся успехом, — «Большой цирк» (фр. Le Grand Cirque, по ней был снят одноимённый фильм) и «Огни на небе» (фр. Feu du Ciel).
Продолжил работать в авиации инженером во французских авиастроительных компаниях — Reims Aviation, Cessna и Renault (которая приобрела компанию Caudron). Занимался и политической деятельностью, будучи депутатом Национального собрания Франции с 1946 по 1969 годы. С 1981 состоял в ортодоксально-голлистском Движении инициативы и свободы.
Умер 22 марта 2006 года во Франции, в Пиренеях. У него остались жена и трое сыновей.

### В кино
В аниме «Штурмовые ведьмы» есть персонаж Пьеретта-Генриетта «Перрин» Клостерман, для которой Пьер Клостерман стал прототипом.

## Награды
- Пьер Клостерман удостоен многих французских наград, в числе которых орден Почётного Легиона (кавалер большого креста), Орден Освобождения и медали.
- Среди его иностранных наград — Орден Славы (Тунис), Орден Алауитского трона (Марокко), Орден Святого Гроба Господнего Иерусалимского (Ватикан), Военный крест (Бельгия), медаль Santos-Dumont Medal of Merit (Бразилия), Крест «За выдающиеся лётные заслуги» (Великобритания), а также американские Крест «За выдающиеся заслуги», «Серебряная звезда», «Воздушная медаль».